# TNAノックアウト世界タッグチーム王座
TNAノックアウト世界タッグチーム王座（TNA Knockouts World Tag Team Championship）は、TNAが管理、認定している王座。

## 歴史
2009年8月20日、TNAがTNAノックアウト・タッグ王座を創設。
2017年3月2日、団体名をインパクト・レスリングに改称したため、王座名をインパクト・ノックアウト・タッグ王座に変更。
2021年、王座名をインパクト・ノックアウト世界タッグ王座に変更。
2024年1月1日、団体名をTNAに戻したため、王座名をTNAノックアウト世界タッグ王座に変更。

## 歴代王者
| 歴代                                                        | タッグチーム                                               | 戴冠回数 | 獲得日付       | 獲得場所                       |
| ----------------------------------------------------------- | ---------------------------------------------------------- | -------- | -------------- | ------------------------------ |
| 初代                                                        | サリータ & テイラー・ワイルド                              | 1        | 2009年9月20日  | フロリダ州オーランド           |
| 第2代                                                       | オーサム・コング & ハマダ                                  | 1        | 2010年1月4日   | フロリダ州オーランド           |
| 2010年3月8日剥奪                                            |                                                            |          |                |                                |
| 第3代                                                       | ベルベット・スカイ & マディソン・レイン                    | 1        | 2010年3月8日   | フロリダ州オーランド           |
| 第4代                                                       | テイラー・ワイルド & ハマダ                                | 1        | 2010年7月27日  | フロリダ州オーランド           |
| 2010年12月6日剥奪                                           |                                                            |          |                |                                |
| 第5代                                                       | ウィンター & アンジェリーナ・ラブ                          | 1        | 2010年12月9日  | フロリダ州オーランド           |
| 第6代                                                       | メキシカン・アメリカ （サリータ & ロシータ）               | 1        | 2011年3月13日  | フロリダ州オーランド           |
| 第7代                                                       | TnT （タラ & ミス・テスメイカー）                          | 1        | 2011年7月12日  | フロリダ州オーランド           |
| 第8代                                                       | ゲイル・キム & マディソン・レイン                          | 1        | 2011年10月26日 | ジョージア州メイコン           |
| 第9代                                                       | ODB & エリック・ヤング                                     | 1        | 2012年2月28日  | フロリダ州オーランド           |
| 2012年6月20日にエリック・ヤングが男性であるため剥奪後に封印 |                                                            |          |                |                                |
| 第10代                                                      | キエラ・ホーガン & ターシャ・スティールズ                  | 1        | 2021年1月16日  | テネシー州ナッシュビル         |
| 第11代                                                      | ジョーディン・グレイス & レイチェル・エラーリング          | 1        | 2021年4月25日  | テネシー州ナッシュビル         |
| 第12代                                                      | キエラ・ホーガン & ターシャ・スティールズ                  | 2        | 2021年5月15日  | テネシー州ナッシュビル         |
| 第13代                                                      | ディケイ （ジェシカ・ハヴォック & ローズマリー）           | 1        | 2021年7月17日  | テネシー州ナッシュビル         |
| 第14代                                                      | インスピレーション （ジェシー・マッケイ & キャシー・リー） | 1        | 2021年10月23日 | ネバダ州ラスベガス             |
| 第15代                                                      | マディソン・レイン & テニール・ダッシュウッド              | 1        | 2022年3月5日   | ケンタッキー州ルイビル         |
| 第16代                                                      | ローズマリー & タヤ・ヴァルキリー                          | 1        | 2022年6月19日  | テネシー州ナッシュビル         |
| 第17代                                                      | VXT （ディオナ・パラッツォ & チェルシー・グリーン）        | 1        | 2022年8月12日  | イリノイ州シセロ               |
| 第18代                                                      | ジェシカ・ハヴォック & タヤ・ヴァルキリー                  | 1        | 2022年10月7日  | ニューヨーク州オールバニ       |
| 第19代                                                      | テイラー・ワイルド & カイリン・キング                      | 1        | 2023年2月26日  | ネバダ州ラスベガス             |
| 第20代                                                      | キラー・ケリー & マーシャ・スラモビッチ                    | 1        | 2023年7月15日  | カナダ・オンタリオ州ウィンザー |
| 第21代                                                      | ディケイ （ジェシカ・ハヴォック & ローズマリー）           | 2        | 2024年1月13日  | ネバダ州ラスベガス             |
| 第22代                                                      | キラー・ケリー & マーシャ・スラモビッチ                    | 2        | 2024年2月23日  | カリフォルニア州ロサンゼルス   |
| 第23代                                                      | ジョディ・スレット & ダニ・ルナ                            | 1        | 2024年3月8日   | カナダ・オンタリオ州ウィンザー |
| 第24代                                                      | アリーシャ・エドワーズ & マーシャ・スラモビッチ            | 1        | 2024年5月3日   | ニューヨーク州オールバニ       |
| 第25代                                                      | ジョディ・スレット & ダニ・ルナ                            | 2        | 2024年9月13日  | テキサス州サンアントニオ       |
| 第26代                                                      | アッシュ・バイ・エレガンス & ヘザー・バイ・エレガンス      | 1        | 2025年3月14日  | テキサス州エルパソ             |